# 김흥일
김흥일(한국 한자: 金興一, 1992년 11월 2일 ~ )은 대한민국의 축구 선수이며, 포지션은 공격수이다.